# Ромей, Луи Шарль
Луи Шарль Репара Женевьев Октав Ромей (фр. Louis Charles Réparât Geneviève Octave Romey; 26 декабря 1804, Париж, — апрель 1874, там же) — французский историк и переводчик. Сын Луи Франсуа Жозефа Ромея.
В юности много путешествовал по Италии и Испании, в 1833 году вернулся в Париж и занялся журналистикой. Выступал с критическими статьями, в 1834—36 годах редактировал журнал «Le Foyer», в 1843—44 годах — «Paris littéraire». В соавторстве с А. Роле перевёл на французский язык книгу Г. Бичер-Стоу «Хижина дяди Тома» (1853) и романы сестёр Бронте «Агнес Грей» и «Шерли» (1855).
Главный труд Ромея — «История Испании от начальных времён до наших дней» (фр. Histoire d’Espagne depuis les premiers temps jusqu’á nos jours); в 1839—51 годах вышли девять томов, однако весь труд так и не был окончен. Ромей был избран членом Академии исторических наук в Мадриде, книга его была частично переведена на испанский язык. Опубликовал также книгу «Россия, древняя и современная, согласно национальным хроникам и лучшим историкам» (фр. La Russie, ancienne et moderne, d’après les chroniques nationales et les meilleurs historiens, 1855, в соавторстве с Альфредом Жакобом), публицистическое сочинение «Шатобриан пророк» (фр. Chateaubriand prophète; 1849), сборники «Путешествие по моим книгам» (фр. Voyage à travers mes livres; 1861) и «Люди и вещи разных времён» (фр. Hommes et choses de divers temps; 1864).